# Eider Gardiazabal Rubial
Eider Gardiazabal Rubial, née le 12 juillet 1975 à Bilbao, est une femme politique espagnole, membre du Parti socialiste ouvrier espagnol (PSOE). Elle est députée européenne de 2009 à 2024.